# Belu

Karte aus dem 18. Jahrhundert zeigt Belu (Bellos) und Servião (Naikenos)

Belu (auch: Belos, Bellos oder Bellum) ist eine ehemalige Provinz Timors, in der von den Portugiesen im 17. und 18. Jahrhundert der Osten der Insel zusammengefasst wurde.
Ein Mitglied der Magellanexpedition, Antonio Pigafetta, besuchte Timor kurz im Jahre 1522. Er berichtet von vier Hauptkönigen auf Timor, die Brüder waren: Oibich, Lichisana, Suai und Canabaza. Oibich war der Oberste der vier. Oibich konnte man zu Wewiku zuordnen, das in späteren Quellen als Stützpunkt des Königreiches von Wehale bezeichnet wird. Suai ist Hauptstadt der heute osttimoresischen Gemeinde Cova Lima und bildete wahrscheinlich mit Camenaça (Canabaza, auch Kamenasa oder Camenasse) ein Doppelreich. Lichisana wird mit Liquiçá gleichgesetzt. Da Lichisana und Suai-Canabaza Wehale tributpflichtig waren und alle diese Reiche im Zentrum und Osten Timors lagen, wurden sie von den Portugiesen später als Provinz Belu zusammengefasst, während der Westen den Namen Servião erhielt. Belu war der damals gebräuchliche Name der Ethnie der Tetum, deren Sprache die Lingua Franca des Ostens ist. Im Gegensatz dazu dominierten in Servião die Baiquenos (Vaiquenos), die heute Atoin Meto genannt werden.
Ab der Mitte des 17. Jahrhunderts konkurrierten Portugal und die Niederlande um die Vorherrschaft auf der Insel. Als 1749 der Versuch der Portugiesen, die Niederländer aus Kupang im Westen der Insel zu vertreiben, in einem Desaster endete, schloss ein Großteil der regionalen Herrscher Westtimors 1756 Verträge mit der niederländischen Ostindien-Kompanie ab. Darunter auch ein gewisser Jacinto Correa, König von Wewiku-Wehale und Großfürst von Belu, der auch im Namen vieler Gebiete im Zentrum Timors den dubiosen Vertrag von Paravicini unterschrieb. Zum Glück der Portugiesen war Wehale nicht mehr mächtig genug, die lokalen Herrscher auf die Seite der Niederländer zu ziehen. So bildeten die östlichen ehemaligen Vasallen Wehales mit dem Großteil Belus die Kolonie Portugiesisch-Timor, während Wehale selbst unter niederländische Herrschaft fiel.
Eine portugiesische Quelle von 1769 zählt die Reiche Belus auf: Lamaquine, Lanqueiroz, Balibo, Saneré, Simião, Baibao, Liquisa (Liquiça), Mahere, Fatuboro, Roadelle, Atossabe, Motael, Genovatte, Eramira, Sicas, Camanassa, Allas, Ramião, Humallara (Uma Laran), Cloco, Bibisuso, Tirismonte (Tiro-Mauta), Titiluro, Bibiluto, Luc (Luca), Corni, Loculata, Daslor (Dilor), Biquaque (Viqueque), Samoro, Dotte, Dille (Dili), Manatuto, Sifoi, Licoré, Lalupa, Vemasse, Tatoso, Sarau, Hera, Matarrufa und Maubará (Maubere). Maubara war dabei das einzige Reich, das mit den Niederländern verbündet war.